# Grzegorz Raniewicz
Grzegorz Artur Raniewicz (ur. 9 lipca 1970 w Chełmie) – polski polityk, przedsiębiorca i samorządowiec, poseł na Sejm VI, VII i VIII kadencji.

## Życiorys
Ukończył studia na Wydziale Mechanicznym Wyższej Szkoły Inżynierskiej w Radomiu w 1994 oraz podyplomowe studia menedżerskie w Szkole Głównej Handlowej w Warszawie w 1998. Prowadził własną działalność gospodarczą jako deweloper i dealer samochodów Škody. W 2001 wstąpił do Platformy Obywatelskiej. W 2002 został radnym rady miasta Chełma, a cztery lata później radnym sejmiku lubelskiego. W 2004 bez powodzenia kandydował do Parlamentu Europejskiego.
W wyborach parlamentarnych w 2007 z listy PO uzyskał mandat poselski. Kandydując w okręgu chełmskim, otrzymał 9912 głosów. W wyborach parlamentarnych w 2011 ponownie został wybrany do Sejmu z wynikiem 7907 głosów. W 2014 kandydował na prezydenta Chełma, przegrywając w II turze.
W wyborach w 2015 utrzymał mandat na kolejną kadencję, otrzymując 10 485 głosów. W Sejmie VIII kadencji został zastępcą przewodniczącego Komisji do Spraw Petycji oraz członkiem Komisji Administracji i Spraw Wewnętrznych, pracował też w Komisji Nadzwyczajnej do rozpatrzenia projektu uchwały w sprawie zmiany Regulaminu Sejmu (2015). W 2019 nie ubiegał się o reelekcję.